# Église des Saints-Asomates d'Athènes
L’église des Saints-Asomates d'Athènes (en grec moderne : Ναός Αγίων Ασωμάτων / Naós Agíon Asomáton), est un édifice religieux byzantin situé dans le quartier athénien de Thissío, à proximité immédiate de la rue Ermoú. Imprécisément daté de la seconde moitié du XIe siècle, le monument est dédié aux Anges, qualifiés de « Saints Incorporels » ou « Saints Asomates » (Άγιοι Ασώματοι).

## Histoire
Faute de preuves documentaires écrites, l'histoire primitive de l'église est largement méconnue. Selon Anastásios Orlándos et Arthur Hubert Stanley Megaw, elle daterait de la seconde moitié du XIe siècle de par ses caractéristiques architecturales, proches d'autres églises contemporaines comme l'église de la Panagía Kapnikaréa,. Comme cette dernière, elle fut potentiellement fondée par un membre de l'aristocratie locale ou un haut représentant de l'Empire byzantin.
À partir de 1880, l'édifice a connu de multiples extensions disgracieuses rompant avec l'architecture originelle. Furent ajoutés des espaces de 4 m de large et 17,75 m de long au nord, et de 5 m de large et de 16 m de long côté sud. Seul le dôme rappelait depuis lors l'église byzantine.
Afin de redonner à l'édifice ses caractéristiques initiales, des travaux de restauration furent conduits entre 1958 et 1960. Outre la destruction des ajouts modernes, les murs nord et sud ont été partiellement repris, tandis que le mur ouest a été intégralement reconstruit. À l'intérieur, la coupole a fait l'objet de modifications et l'enduit retiré a permis de révéler des traces de fresques. Les travaux ont également donné lieu à des fouilles. Dans le narthex, trois tombes ont été mises au jour, ainsi que des inscriptions,, et des poteries de l'époque byzantine,.

## Architecture
L’église des Saints-Asomates d'Athènes présente un plan à croix inscrite. Quatre piliers monolithiques surmontés de remplois de bases de colonnes faisant office de chapiteaux soutiennent un dôme octogonal,. Ce dernier est caractéristique du « type athénien (el) », c'est-à-dire percé de huit fenêtres séparées par de fines colonnes au dessus desquelles figurent des chapiteaux et des voussures en marbre. Les fenêtres sont obturées par des panneaux de marbre percés de trous en forme de rosettes, proches de ceux de l'église des Saints-Apôtres.
La maçonnerie est en appareil cloisonné à croix avec de la pierre poreuse de Mégare. Le mur nord du narthex présente une porte en fer à cheval de 1,15 m de large et 1,85 m de haut, similaire à celle située au sud de l'église de la Panagía Kapnikaréa. Sur la façade ouest, deux fragments d'une frise constituée de motifs pseudo-coufiques en terre cuite sont encore aujourd'hui visibles, à l'image de l'église Saints-Théodore d'Athènes.

## Galerie

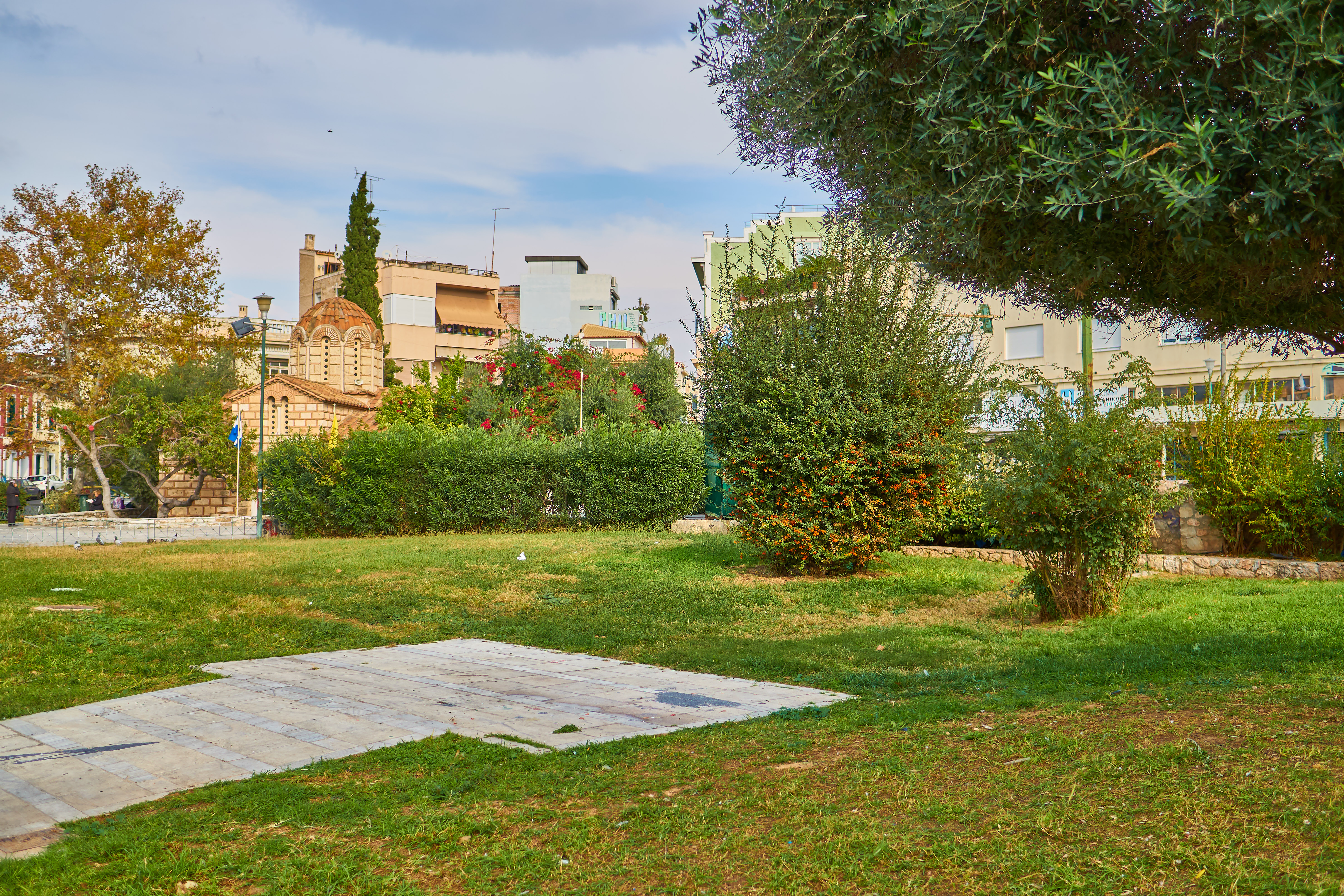
L'église dans son environnement urbain.
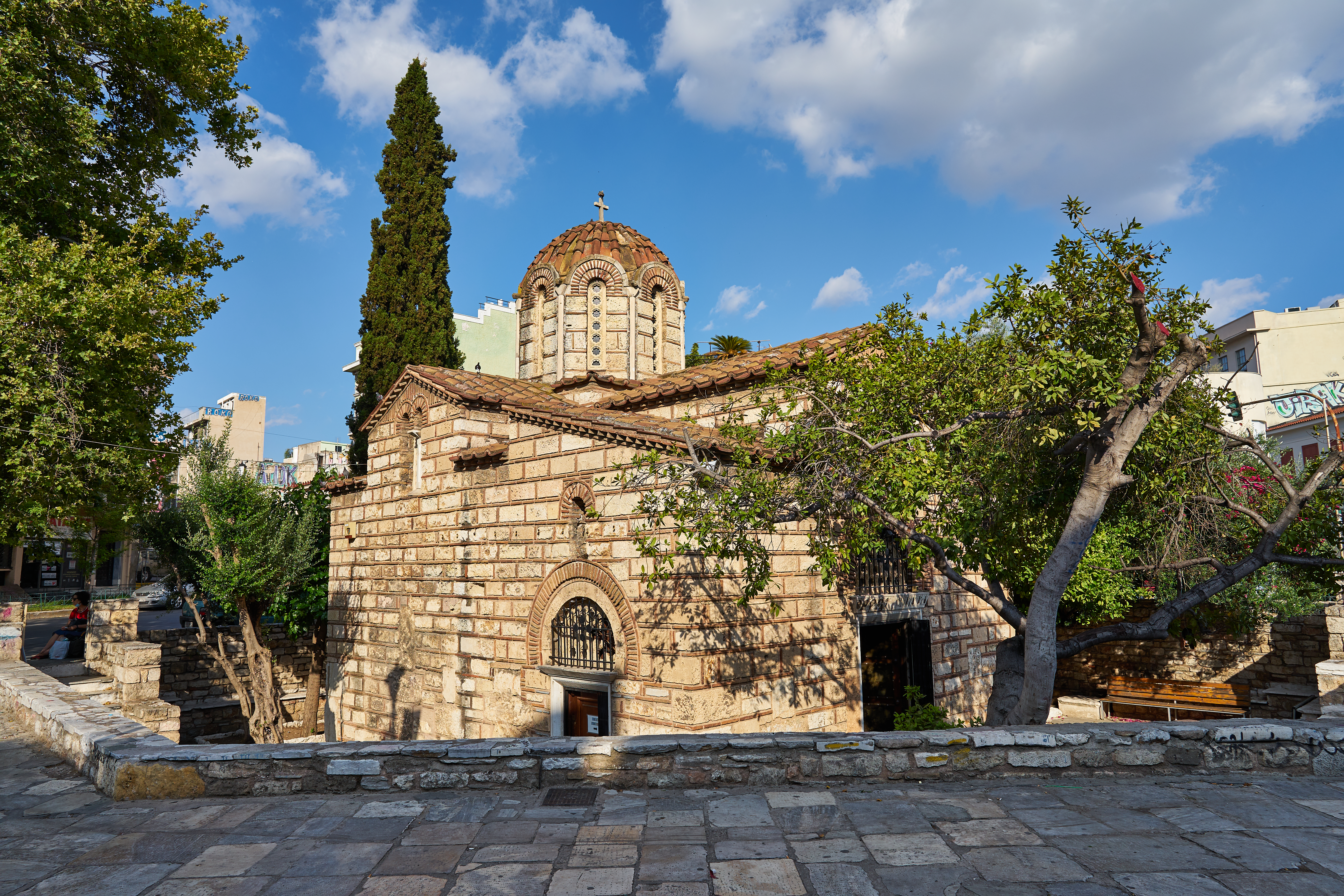
Vue depuis l'angle nord-ouest.
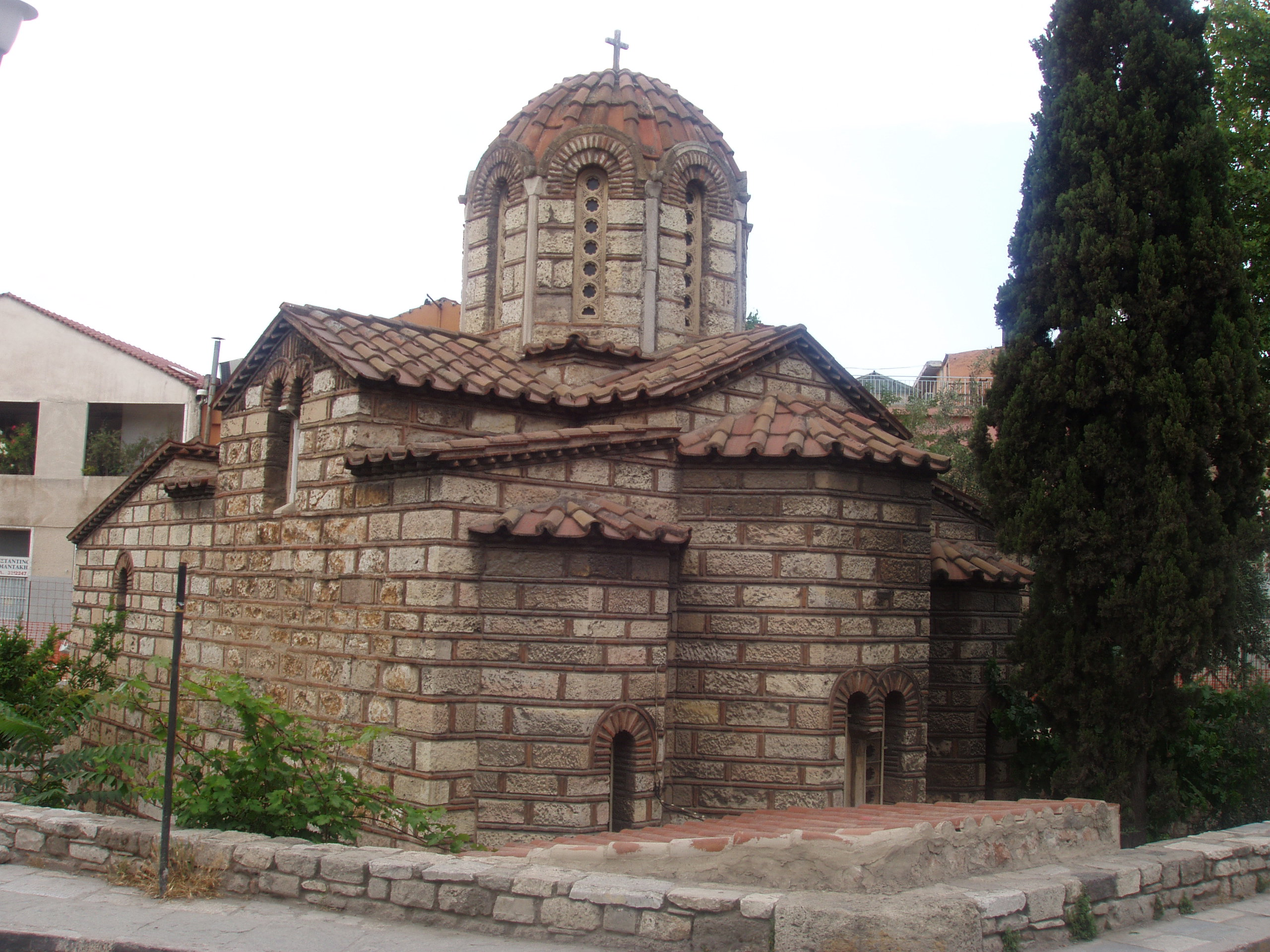
Vue depuis l'est.
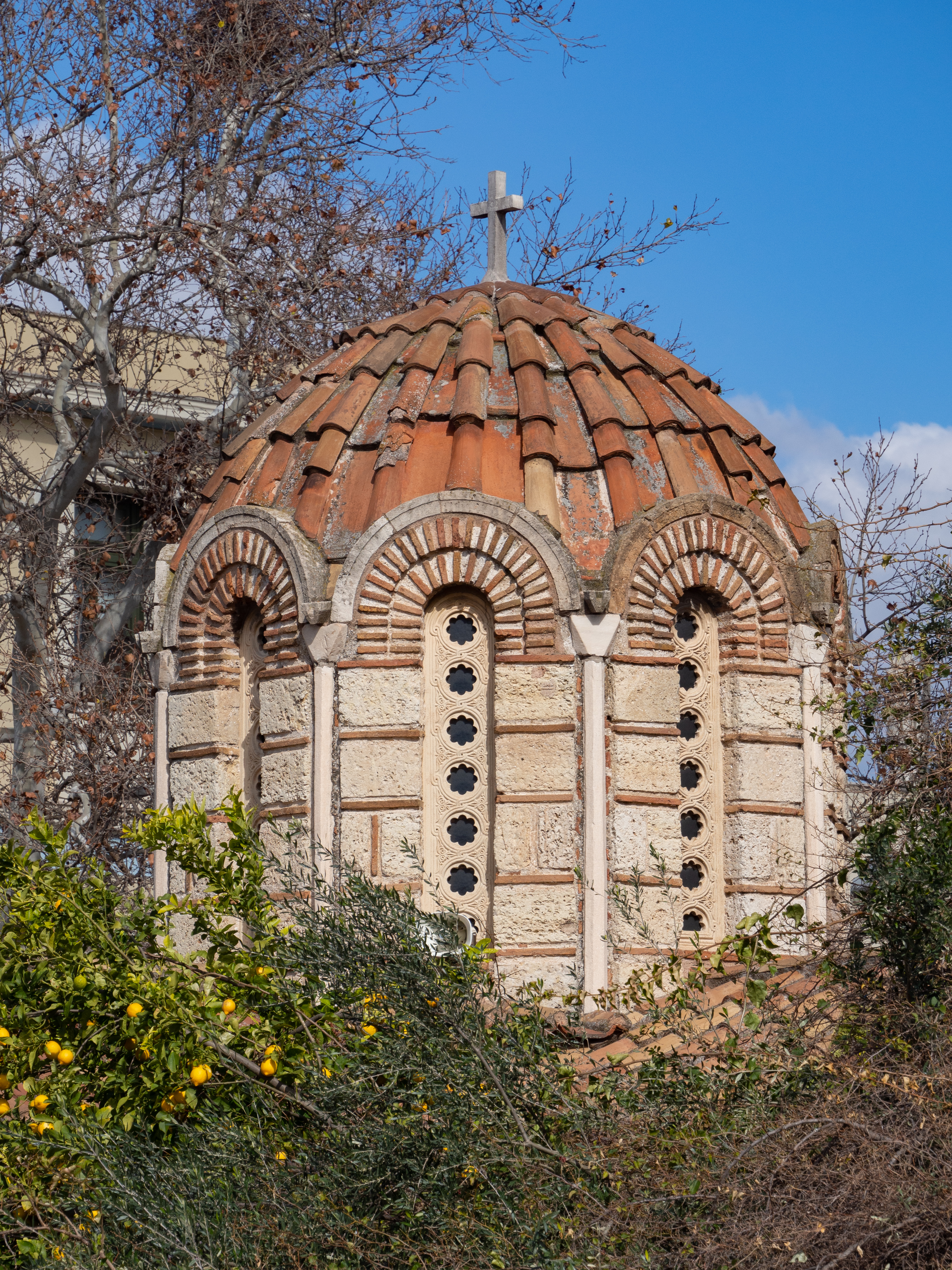
Détail du dôme.
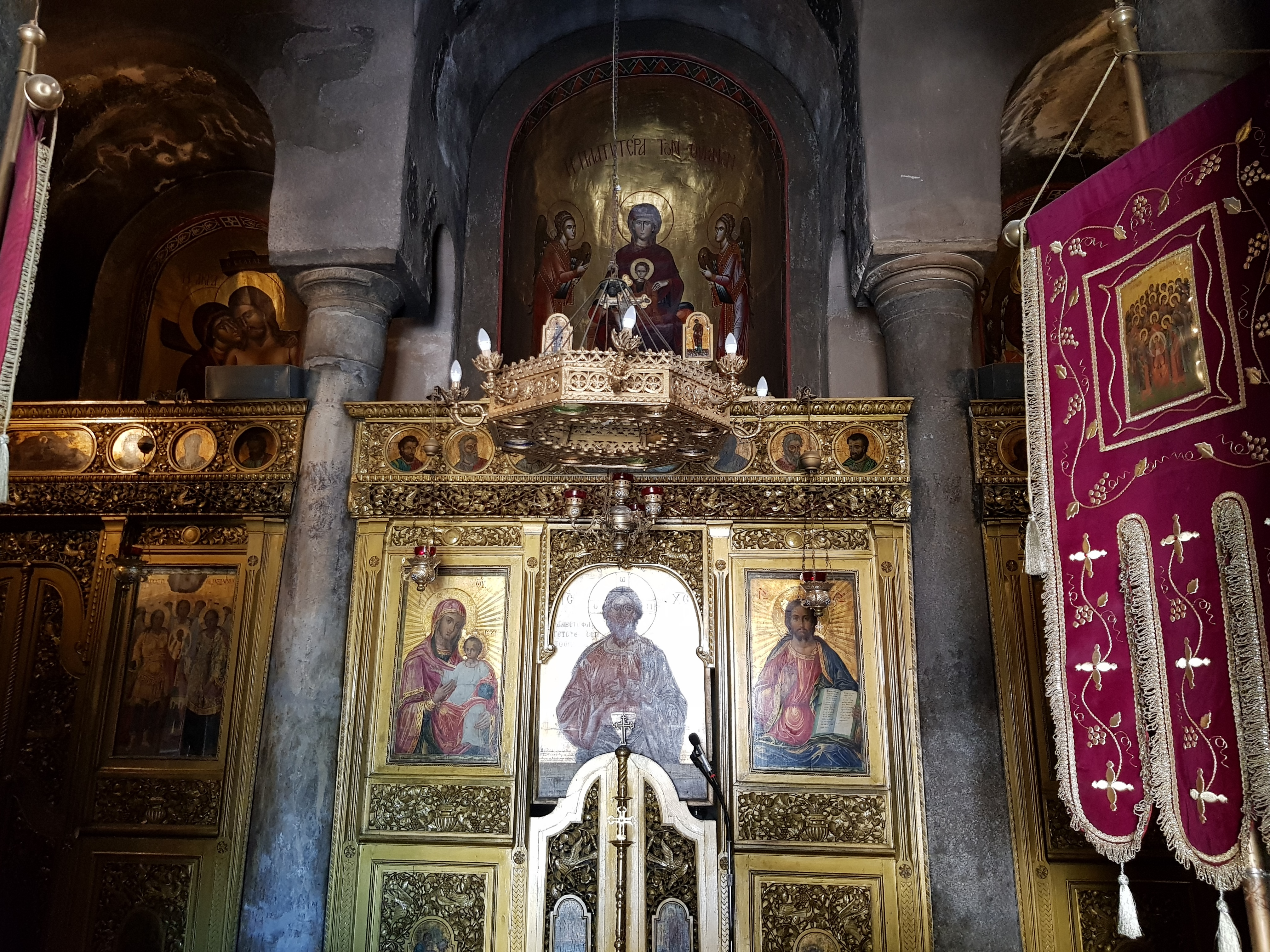
Le sanctuaire et l'iconostase.